# Galgamácsa
Galgamácsa es un pueblo húngaro perteneciente al distrito de Aszód, condado de Pest.

## Superficie
Cuenta con una superficie de 43,31 km².

## Demografía
Hasta 2024 la población era de 1833 habitantes, con una densidad de población de 42,32 hab/km².
| Gráfica de evolución demográfica de Galgamácsa entre 2020 y 2024 |
|                                                                  |
| Datos según la Oficina Central de Estadística de Hungría.        |